# Danilo Gabriel de Andrade
Danilo Gabriel de Andrade detto Danilo (São Gotardo, 11 giugno 1979) è un allenatore di calcio ed ex calciatore brasiliano, di ruolo centrocampista, tecnico della formazione Under-20 del Corinthians.
Trequartista, da calciatore ha vestito le maglie di Goiás, San Paolo, Corinthians e Vila Nova in Brasile e dei Kashima Antlers in Giappone. Ha vinto due volte la Coppa del mondo per club FIFA e la Coppa Libertadores, quattro volte il campionato brasiliano e tre quello giapponese.
Dal 2011 è tecnico del Corinthians Under-23.

## Palmarès

### Club

#### Competizioni statali
- Campionato paulista: 2

San Paolo: 2005
Corinthians: 2013

#### Competizioni nazionali
- Campionato brasiliano: 4

San Paolo: 2006
Corinthians: 2011, 2015, 2017
- Campionato giapponese: 3

Kashima Antlers: 2007, 2008, 2009
- Coppa dell'Imperatore: 1

Kashima Antlers: 2007

#### Competizioni internazionali
- Coppa Libertadores: 2

San Paolo: 2005
Corinthians: 2012
- Coppa del mondo per club: 2

San Paolo: 2005
Corinthians: 2012